# Omar Hani
Omar Hani Ismail Al Zebdieh (in arabo عمر هاني اسماعيل الزبدية‎?; Zarqa, 27 giugno 1999) è un calciatore giordano, attaccante del Doxa Katōkopias.

## Carriera

### Club
Inizia a giocare a calcio nelle giovanili dell'Al-Faisaly, che nel 2018 lo aggrega alla prima squadra. Il 15 luglio 2019 viene ingaggiato dall'APOEL, nel campionato cipriota, con cui firma un accordo quadriennale.
Dopo aver trascorso una stagione in prestito all'Olympiakos Nicosia, il 1º settembre 2021 si trasferisce a titolo definitivo al Qəbələ, firmando un contratto annuale con opzione di rinnovo. Il 9 gennaio 2024 rescinde consensualmente il contratto con il club azero. Il 19 gennaio il Doxa Katōkopias ne ufficializza l'ingaggio.

### Nazionale
Ha giocato nelle nazionali giovanili giordane Under-19 ed Under-23.
Esordisce in nazionale maggiore l'11 giugno 2019 contro l'Indonesia in amichevole.

## Statistiche

### Presenze e reti nei club
Statistiche aggiornate al 2 marzo 2024.
| Stagione        | Squadra            | Campionato      | Campionato | Campionato | Coppe nazionali | Coppe nazionali | Coppe nazionali | Coppe continentali | Coppe continentali | Coppe continentali | Altre coppe | Altre coppe | Altre coppe | Totale | Totale |
| Stagione        | Squadra            | Comp            | Pres       | Reti       | Comp            | Pres            | Reti            | Comp               | Pres               | Reti               | Comp        | Pres        | Reti        | Pres   | Reti   |
| --------------- | ------------------ | --------------- | ---------- | ---------- | --------------- | --------------- | --------------- | ------------------ | ------------------ | ------------------ | ----------- | ----------- | ----------- | ------ | ------ |
| 2019-2020       | APOEL              | A               | 1          | 0          | CC              | 0               | 0               | UCL+UEL            | 0                  | 0                  | SC          | 0           | 0           | 1      | 0      |
| ago.-set. 2020  | APOEL              | A               | 1          | 0          | CC              | 0               | 0               | UEL                | 0                  | 0                  | -           | -           | -           | 1      | 0      |
| Totale APOEL    | Totale APOEL       | Totale APOEL    | 2          | 0          |                 | 0               | 0               |                    | 0                  | 0                  |             | 0           | 0           | 2      | 0      |
| set. 2020-2021  | Olympiakos Nicosia | A               | 10+8       | 0          | CC              | 5               | 2               | -                  | -                  | -                  | -           | -           | -           | 23     | 2      |
| 2021-2022       | Qəbələ             | PL              | 21         | 2          | CA              | 4               | 0               | -                  | -                  | -                  | -           | -           | -           | 25     | 2      |
| 2022-2023       | Qəbələ             | PL              | 33         | 1          | CA              | 5               | 1               | UECL               | 2                  | 0                  | -           | -           | -           | 40     | 2      |
| 2023-gen. 2024  | Qəbələ             | PL              | 17         | 0          | CA              | 1               | 0               | UECL               | 2                  | 0                  | -           | -           | -           | 20     | 0      |
| Totale Qəbələ   | Totale Qəbələ      | Totale Qəbələ   | 71         | 3          |                 | 10              | 1               |                    | 4                  | 0                  |             | -           | -           | 85     | 4      |
| gen.-giu. 2024  | Doxa Katōkopias    | A               | 6+2        | 0          | CC              | -               | -               | -                  | -                  | -                  | -           | -           | -           | 8      | 0      |
| Totale carriera | Totale carriera    | Totale carriera | 99         | 3          |                 | 15              | 3               |                    | 4                  | 0                  |             | 0           | 0           | 118    | 6      |

### Cronologia presenze e reti in nazionale
| Cronologia completa delle presenze e delle reti in nazionale ― Giordania | Cronologia completa delle presenze e delle reti in nazionale ― Giordania | Cronologia completa delle presenze e delle reti in nazionale ― Giordania | Cronologia completa delle presenze e delle reti in nazionale ― Giordania | Cronologia completa delle presenze e delle reti in nazionale ― Giordania | Cronologia completa delle presenze e delle reti in nazionale ― Giordania | Cronologia completa delle presenze e delle reti in nazionale ― Giordania | Cronologia completa delle presenze e delle reti in nazionale ― Giordania |
| Data                                                                     | Città                                                                    | In casa                                                                  | Risultato                                                                | Ospiti                                                                   | Competizione                                                             | Reti                                                                     | Note                                                                     |
| ------------------------------------------------------------------------ | ------------------------------------------------------------------------ | ------------------------------------------------------------------------ | ------------------------------------------------------------------------ | ------------------------------------------------------------------------ | ------------------------------------------------------------------------ | ------------------------------------------------------------------------ | ------------------------------------------------------------------------ |
| 11-6-2019                                                                | Amman                                                                    | Giordania                                                                | 4 – 1                                                                    | Indonesia                                                                | Amichevole                                                               | -                                                                        | 66’                                                                      |
| 28-1-2022                                                                | Abu Dhabi                                                                | Giordania                                                                | 3 – 1                                                                    | Nuova Zelanda                                                            | Amichevole                                                               | -                                                                        | 84’                                                                      |
| 23-9-2022                                                                | Amman                                                                    | Giordania                                                                | 2 – 0                                                                    | Siria                                                                    | Amichevole                                                               | -                                                                        | 80’                                                                      |
| Totale                                                                   |                                                                          | Presenze                                                                 | 3                                                                        |                                                                          | Reti                                                                     | 0                                                                        |                                                                          |

## Palmarès

### Club

#### Competizioni nazionali
- Campionato giordano: 1

Al-Faisaly: 2018-2019
- Supercoppa di Cipro: 1

APOEL Nicosia: 2019
- Coppa d'Azerbaigian: 1

Qəbələ: 2022-2023